# Rockville (Maryland)
Rockville je město ve Spojených státech amerických. Nachází se v okrese Montgomery County, jehož je hlavním zároveň správním městem, ve státě Maryland. Ve městě žije přibližně 67 tisíc obyvatel a jeho rozloha činí 35,3 km². Je čtvrtým nejlidnatějším městem ve státě Maryland.
Sousedními obcemi sídla jsou Gaithersburg, Aspen Hill, Norbeck, North Bethesda a Potomac. Své sídlo zde mají společnosti ZeniMax Media, Bethesda Game Studios, Bethesda Softworks a také J. Craig Venter Institute Montgomery College. Městem procházejí silnice Interstate 270, Maryland Route 189, Maryland Route 355 a Maryland Route 586. Městem také protéká Rock Creek. Převládá zde vlhké subtropické podnebí.

## Rodáci
- Spike Jonze (* 1969)
- Brian Wayne Transeau (* 1971) – americký hudebník známý jako BT
- Rhadi Ferguson (* 1975) – americký zápasník, grappler, americký fotbalista a vzpěrač

## Partnerská města
- Pinneberg, Německo